# 디젤 동력분산식 열차
내연 동력분산식 열차는 내연 기관을 이용해서 운행하는 동차이다. 동력원 방식에 따라 가솔린 동차, 디젤 동차, 가스터빈 동차의 3가지로 크게 분류된다. 하지만 가솔린 동차와 가스터빈 동차는 세계적으로 현재 운행되는 차량이 흔하지 않기에, 일반적으로 내연 동차라고 하면 디젤 동차를 가리키는 경우가 많다.

## 대한민국의 내연 동차
대한민국에서는 전 차량이 퇴역하였다. 과거에 운행했던 종류로는 게하형 가솔린 동차, 나게하형 가솔린 동차, 3등 디젤 동차, 디젤 액압 동차, 협궤 디젤 액압 동차, 우등형 디젤 동차, 우등형 디젤 액압 동차, RDC, CDC 등이 있었다. 이 중 게하형 가솔린 동차, 나게하형 가솔린 동차를 제외하고는 모두 디젤 동력분산식 열차(Diesel multiple unit)이었다.

## 대한민국 디젤동차 현황
| 종류                           | 제조사                                                 | 사용 기간 | 생산량 | 잔존량 |
| ------------------------------ | ------------------------------------------------------ | --------- | ------ | ------ |
| 3등 디젤동차                   | 경성공장                                               | 1933~1963 | 2      | 0      |
| 통근형 디젤 액압 동차          | 니가타 철공소, 긴키차량, 일본차량제조, 가와사키 중공업 | 1961~1996 | 159    | 0      |
| 디젤 액압 동차 부수차          | 한국철도공사 인천공착장                                | 1965~1998 | 33     | 0      |
| 협궤 디젤 액압 동차            | 니가타 트렌시스, 인천공착장                            | 1965~1995 | 6      | 0      |
| 우등형 디젤 동차               | 대우중공업(->현대로템)                                 | 1979~1999 | 10     | 0      |
| 새마을형 디젤 액압 동차        | (현대정공, 대우중공업, 한진중공업)(->현대로템)         | 1986~2013 | 610    | 0      |
| 우등형 디젤 액압 동차          | 대우중공업(->현대로템)                                 | 1984~2015 | 36     | 0      |
| 도시통근형 디젤 액압 동차      | 대우중공업                                             | 1996~2023 | 131    | 0      |
| 무궁화호 개조형 디젤 액압 동차 | 세근실업, 우진산전, 로윈                               | 2008~2023 | 100    | 0      |

## 같이 보기
- 전기 동력분산식 열차
- 디젤 기관차